# Březí nad Oslavou
Březí nad Oslavou (in tedesco Brzezy) è un comune ceco situato nel distretto di Žďár nad Sázavou, nella regione di Vysočina.